# Антоний (Пельвецкий)
Архиепископ Антоний (в миру Антоний Андреевич Пельвецкий; 27 января 1897, село Нагорянка, Галиция, Австро-Венгрия — 3 февраля 1957, Станислав) — епископ Русской православной церкви, архиепископ Станиславский и Коломыйский.

## Биография
Родился 27 января 1897 года в селе Нагирянка (ныне Чертковского района Тернопольской области) в бедной греко-католической крестьянской семье.
Окончил Народную школу в ближайшем селе Ягольница и в 1908 году поступил в гимназию в Выжнице на Буковине, однако вынужден быть прервать обучение из-за начавшейся первой мировой войны.
Завершив среднее образование по окончании войны, поступил в греко-католический монастырь в Крехове, однако по состоянию своего здоровья пробыл там только шесть месяцев.
В 1921 году выехал для получения богословского образования в Рим, откуда через два года возвратился к себе на Родину, где в Станиславе закончил духовную семинарию.
В 1925 году, оставаясь безбрачным, принял священство и был назначен преподавателем Закона Божия в г. Надворная, а потом в г. Печенижин.
В 1930 году получил назначение настоятелем церкви в селе Петликовцах, а в 1935 году — настоятелем церкви в селе Пробижна.
Ревностно проповедовал, организовывал в приходах сельские торговые кооперативы, основал приюты для детей-сирот и престарелых.
В 1938 году настоятелем церкви в Копычинцах, а также и благочинным Гусятинского округа.
После освобождения советскими войсками земель Западной Украины от гитлеровской оккупации назначен администратором Станиславской епархии, правящий грекокатолический архиерей которой, Григорий Хомишин, был арестован органами советской госбезопасности. Становится деятельным членом инициативной группы по воссоединению с Русской Православной Церковью.
По постановлению Священного Синода от 19 февраля 1946 года, администратор Антоний был назначен епископом Станиславским и Коломыйским.
23 февраля 1946 года в Воздвиженской Малой церкви Киево-Печерской лавры митрополитом Киевским Иоанном (Соколовым), экзархом Украины, был воссоединён с православной Церковью в числе 30 священников — членов инициативной группы. В тот же день пострижен в монашество.
24 февраля 1946 года во Владимирском соборе Киева Патриаршим Экзархом всея Украины Митрополитом Киевским и Галицким Иоанном (Соколов), епископом Львовским и Тарнопольским Макарием (Оксиюком), епископом Мукачевским и Ужгородским Нестором (Сидоруком) и епископом Волынским и Ровенским Варлаамом (Борисевичом) рукоположён во епископа Станиславского и Коломыйского.
8-10 марта состоялся Львовский Собор по ликвидации Брестской унии, в работах которого принимал живое и деятельное участие епископ Антоний.
Постановлением Священного Синода от 24 октября 1954 года был возведён в сан архиепископа.
С 19 октября 1955 года по 27 сентября 1956 — временный управляющий Дрогобычской и Самборской епархией.
Скоропостижно скончался 3 февраля 1957 года от сердечного приступа. Отпевание и погребение были совершены 7 февраля архиепископом Львовским и Тернопольским Палладием (Каминским) с собором архипастырей и пастырей при большом стечении народа.

## Публикации
- Известительная телеграмма Собора униатской церкви Вселенскому Патриарху Максимосу // Журнал Московской Патриархии. М., 1946. № 4. стр. 26. (с Гавриилом Костельником и Михаилом Мельником)
- Генералиссимусу Иосифу Виссарионовичу Сталину // Журнал Московской Патриархии. М., 1946. № 4. 27.
- Слово «Еп. Вестник» 1947 г., № 9, с. 283, 284. (с Гавриилом Костельником и Михаилом Мельником)
- Председателю Совнаркома Никите Сергеевичу Хрущеву // Журнал Московской Патриархии. М., 1946. № 4. стр. 28. (с Гавриилом Костельником и Михаилом Мельником)
- Интервью, данное корреспонденту ТАСС членами президиума Собора Греко-католической (униатской) Церкви 9 апреля 1946 г. / интервью — ответы: Костельник, протопресвитер, Михаил [(Мельник)], епископ, Антоний [(Пельвецкий)], епископ // Журнал Московской Патриархии. М., 1946. № 4. стр. 35-37.
- Слово, виголошене в Мукачеви в повечерие Успения Божо Матер 27 серпня 1947 года.
- Доклад. Львов. Соборо-церковн. в 1946 г. // Деяния Собору греко-католиц. церкви у Львови 8-10 Берзиня 1946 года. (Львов 1946 г., с. 59-62).
- Святейшему Патриарху Алексию [по случаю 10-летия возвращения в лоно Матери-Церкви] // Журнал Московской Патриархии. М., 1956. № 4. стр. 4.
- Телеграмма из Львова Святейшему Патриарху Алексию // Журнал Московской Патриархии. М., 1954. № 12. стр. 7.